# Cristhian Orta
Cristhian Orta, (Montevideo, 1989) es un dibujante, humorista gráfico y realizador de cortometrajes uruguayo. Sus dibujos muestran las coherencias e incoherencias de las relaciones humanas, de los pensamientos y situaciones diarias. Utiliza para firmar sus obras los seudónimos Corta o Corta la bocha.

## Biografía
Comenzó dibujando desde pequeño, actividad que le ha servido de inspiración, de necesidad espiritual y de terapia. Estudió durante tres años en la Facultad de Información y Comunicación que no ha culminado. En 2015 ingresó en la Escuela de Cine de Uruguay desarrollando cortometrajes que lo hicieron ganador de varios premios a nivel nacional e internacional. También obtuvo una beca que lo llevó por varios países para continuar con su formación. En 2017 ganó el premio Weekly Competiton di Matera al mejor cortometraje por “Hard to be a vampire”.
Fue uno de los primeros artistas uruguayos que utilizó las licencias Creative Commons para liberar algunos de sus trabajos.

## Obras
- Hijo de payaso
- Hard to be a vampire (2017)